# Быстров, Юрий Васильевич
Юрий Васильевич Быстров (29 марта 1937, Москва — 14 июля 1996) — советский хоккеист, нападающий, защитник. Заслуженный тренер России.

## Биография
Выступал за команды СКИФ Москва (1959/60 — 1960/61), «Даугава» Рига (1960/61 — 1962/63), «Динамо» Киев (1963/64 — 1966/67),
«Энергия» Саратов (1966/67 — 1967/68), «Сатурн» Раменское (1968/69).
Тренер СДЮШОР «Динамо» Москва.
Скончался 14 июля 1996 года. Похоронен на Ваганьковском кладбище Москвы.